# Liste der Stolpersteine im Landkreis Neustadt an der Aisch-Bad Windsheim

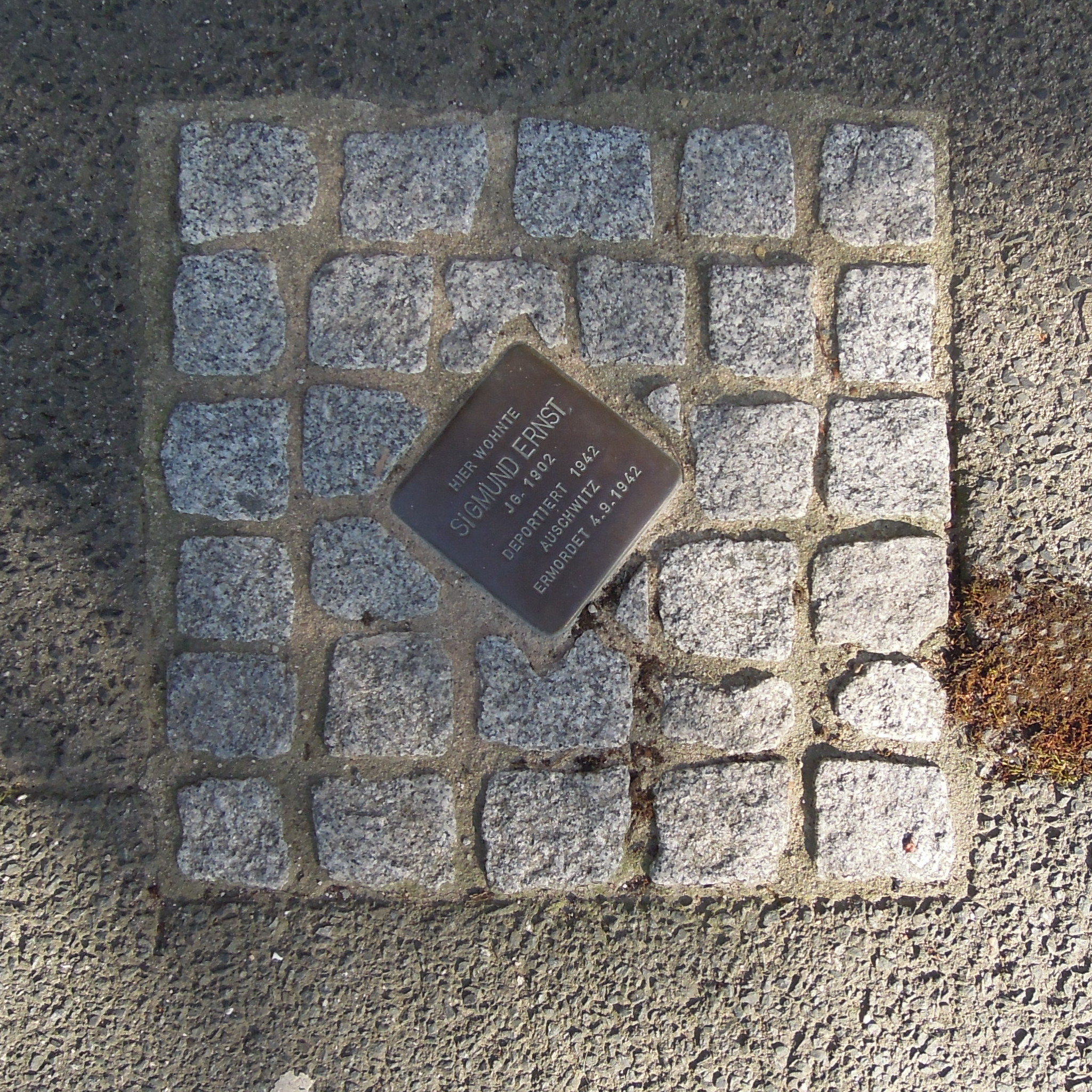
Der einzige Stolperstein von Scheinfeld

In der Liste der Stolpersteine im Landkreis Neustadt an der Aisch-Bad Windsheim werden die vorhandenen Gedenksteine aufgeführt, die im Rahmen des Projektes Stolpersteine des Künstlers Gunter Demnig bisher im Landkreis Neustadt an der Aisch-Bad Windsheim verlegt worden sind.
Die erste Verlegung in diesem Landkreis fand am 23. September 2008 in Scheinfeld statt.

## Verlegte Stolpersteine

### Markt Erlbach
In Markt Erlbach wurden zwei Stolpersteine an einer Adresse verlegt.
| Stolperstein | Inschrift | Verlegeort       | Name, Leben |
| ------------ | --- | ---------------- | --- |
|              | HIER WOHNTE LAURA ICKELHEIMER GEB. EHRENBACHER JG. 1875 UNFREIWILLIG VERZOGEN 1938 NÜRNBERG DEPORTIERT 1942 THERESIENSTADT ERMORDET 11.2.1943 | Hauptstraße 37 · | Laura Ickelheimer geb. Ehrenbacher wurde am 28. November 1875 in Heidelberg geboren. Sie heiratete Martin Ickelheimer und zog zu ihm nach Markt Erlbach. 1938 mussten die Eheleute den Ort verlassen und nach Nürnberg übersiedeln. Sie, ihr Ehemann und dessen Schwestern wurden am 10. September 1942 mit dem Transport II/25 von Nürnberg aus nach Theresienstadt deportiert. Ihre Transportnummer war 194, die ihres Ehemannes 195. In Theresienstadt wurden alle vier Familienmitglieder Opfer der Shoah, ermordet durch Unterernährung, Kälte, katastrophale hygienische Zustände und fehlende medizinische Versorgung. Zuerst starben ihre Schwägerinnen, am 11. Februar 1943 Laura Ickelheimer und schließlich am 17. März 1943 der Ehemann. |
|              | HIER WOHNTE MARTIN ICKELHEIMER JG. 1869 UNFREIWILLIG VERZOGEN 1938 NÜRNBERG DEPORTIERT 1942 THERESIENSTADT ERMORDET 17.3.1943                 | Hauptstraße 37 · | Martin Ickelheimer wurde am 4. Februar 1869 in Markt Erlbach geboren. Er hatte mindestens zwei Schwestern, Sophie, geboren am 29. Mai 1862, und Jette, geboren am 3. August 1872. Beide wurden in Markt Erlbach geboren und blieben unverheiratet. Martin Ickelheimer heiratete Laura geb. Ehrenbacher aus Heidelberg. 1938 musste die Familie den Heimatort verlassen und nach Nürnberg übersiedeln. Er, seine Frau und seine Schwestern wurden am 10. September 1942 von Nürnberg aus nach Theresienstadt deportiert. Die Transportnummern der drei Frauen waren 192 bis 194, die von Martin Ickelheimer war 195. In Theresienstadt wurden alle vier Familienmitglieder Opfer der Shoah, ermordet durch Unterernährung, Kälte, katastrophale hygienische Zustände und fehlende medizinische Versorgung. Am 18. Dezember 1942 starb die jüngere Schwester, am 1. Januar 1943 die ältere, am 11. Februar 1943 die Ehefrau und schließlich am 17. März 1943 Martin Ickelheimer selbst. |

### Neustadt an der Aisch
In Neustadt an der Aisch wurden sechs Stolpersteine an einem Standort verlegt.
| Stolperstein | Inschrift                                                          | Verlegeort         | Name, Leben |
| ------------ | ------------------------------------------------------------------ | ------------------ | --- |
|              | DEUTSCHLAND 1933-1945 NAZITERROR AUCH IN NEUSTADT SIE WAREN JUDEN  | Comeniusstraße 4 · | Vor dem Schulzentrum wurden Stolpersteine für fünf ehemalige Schüler und Schülerinnen verlegt, die in den 1930er-Jahren aufgrund ihrer jüdischen Abstammung die damalige Realschule verlassen mussten. Schüler der Dietrich-Bonhoeffer-Realschule drehten einen 24-minütigen Film über „fünf Schüler, die damals in unserem Alter waren und der Schule verwiesen wurden.“ Die Autoren wurden mit dem Realschul-Oskar und dem Simon-Snopkowski-Preis 2016 ausgezeichnet. |
|              | HIER LERNTE IRENE SCHLOSS JG. 1921 DER SCHULE VERWIESEN 14.7.1934  | Comeniusstraße 4 · | Irene Schloss wurde 1921 geboren. |
|              | HIER LERNTE HANS SCHWAB JG. 1922 DER SCHULE VERWIESEN 25.6.1934    | Comeniusstraße 4 · | Hans Schwab wurde 1922 geboren. Die Schwabs führten ein Wäschegeschäft, welches arisiert wurde. Es gelang ihnen die Flucht. Hans Schwab nannte sich in Amerika Henry und kämpfte in der US Army gegen Hitler-Deutschland. Er kehrte nach dem Untergang des NS-Regimes nach Würzburg zurück, um das Grab seiner Großeltern zu besuchen. Er lebt in den USA. |
|              | HIER LERNTE LIESL SCHWAB JG. 1920 DER SCHULE VERWIESEN SOMMER 1934 | Comeniusstraße 4 · | Liesl Schwab wurde am 7. August 1920 in Frankfurt am Main geboren. Sie wuchs als Adoptivtochter von Iwan und Hilda Schwab in Neustadt an der Aisch auf. Liesl Schwab wurde im Sommer 1934 der Schule verwiesen, sie kam mit ihren Eltern nach Würzburg und absolvierte eine Ausbildung zur Krankenschwester. Sie wurde Mitglied im Jüdischen Jugendbund Würzburg. Sie arbeitete später im Jüdischen Krankenhaus von Frankfurt am Main, konnte aber im Juli/August 1939 nach London flüchten. Sie emigrierte in die Vereinigten Staaten, verbürgt ist ihr Flug vom 19. April 1946 mit der Transcontinental & Western Air von Paris nach New York. Sie heiratete und heißt seither Lee Marcus. Hans, später Henry Schwab war ihr Cousin. |
|              | HIER LERNTE LUDWIG STAHL JG. 1921 DER SCHULE VERWIESEN 30.8.1934   | Comeniusstraße 4 · | Ludwig Stahl wurde 1921 geboren. |
|              | HIER LERNTE MARIANNE STAHL JG. 1923 DER SCHULE VERWIESEN 30.8.1934 | Comeniusstraße 4 · | Marianne Stahl wurde 1923 geboren. |

### Scheinfeld
In Scheinfeld wurde bislang ein Stolperstein verlegt.
| Stolperstein | Inschrift                                                                      | Verlegeort             | Name, Leben |
| ------------ | ------------------------------------------------------------------------------ | ---------------------- | --- |
|              | HIER WOHNTE SIGMUND ERNST JG. 1902 DEPORTIERT 1942 AUSCHWITZ ERMORDET 4.9.1942 | Würzburger Straße 15 · | Ernst Sigmund wurde am 13. Mai 1902 in Scheinfeld geboren. Seine Mutter war Netta Sigmund, geboren am 17. November 1870 in Scheinfeld. Er wurde Kaufmann und heiratete Kätchen geb. Kaufmann, geboren am 3. Juli 1905 in Scheinfeld. Das Paar hatte zwei Kinder, Liselotte, geboren am 9. Juli 1929 ein Frankfurt am Main, und Kurt Albert, geboren ebendort am 15. Juli 1933. Die Familie lebte von 1927 bis 1933 in Worms. Danach brachte Ernst Sigmund sich und die Seinen in den Niederlanden in Sicherheit. Der Verfolgungsdruck des NS-Regime gegen Andersdenkende, Andersaussehende und Andersgläubige war substantiell und traf auch die Menschenwürde der kleinen jüdischen Familie. Auch seine Mutter ging nach Holland. Nachdem das Hitler-Regime die Niederlande besetzt hatte, setzte sich die Judenverfolgung auch dort fort. Ernst Sigmund fand ein Versteck in Huizen und brachte bereits einiges von seinem Hab und Gut dorthin. Am Tag vor dem geplanten Einzug wurde er gefangen genommen, interniert und nach Auschwitz. Dort wurde er im September 1942 vom NS-Regime ermordet. Frau und Kinder waren bereits einen Monat zuvor, am 12. August 1942, in einer der Gaskammern von Auschwitz ermordet worden. Seine Mutter wurde am 26. März 1943 im Alter von 72 Jahren im Vernichtungslager Sobibor ums Leben gebracht. |

## Verlegedaten
Die Stolpersteine dieses Landkreises wurden an folgenden Tagen von Gunter Demnig persönlich verlegt:
- 23. September 2008: Scheinfeld
- 25. April 2013: Neustadt an der Aisch
- 7. März 2020: Markt Erlbach

Zur Verlegung der Neustädter Stolpersteine wurde ein Video von Schülern der Dietrich-Bonhoeffer-Realschule Neustadt erstellt.